# Podjezior (Łomnica-Zdrój)
Podjezior – część wsi Łomnica-Zdrój w Polsce, położona w województwie małopolskim, w powiecie nowosądeckim, w gminie Piwniczna-Zdrój. 
W latach 1975–1998 Podjezior położony był w województwie nowosądeckim.